# Hughie Lehman

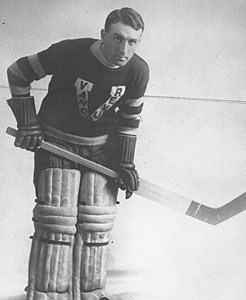
Hughie Lehman med Vancouver Millionaires.

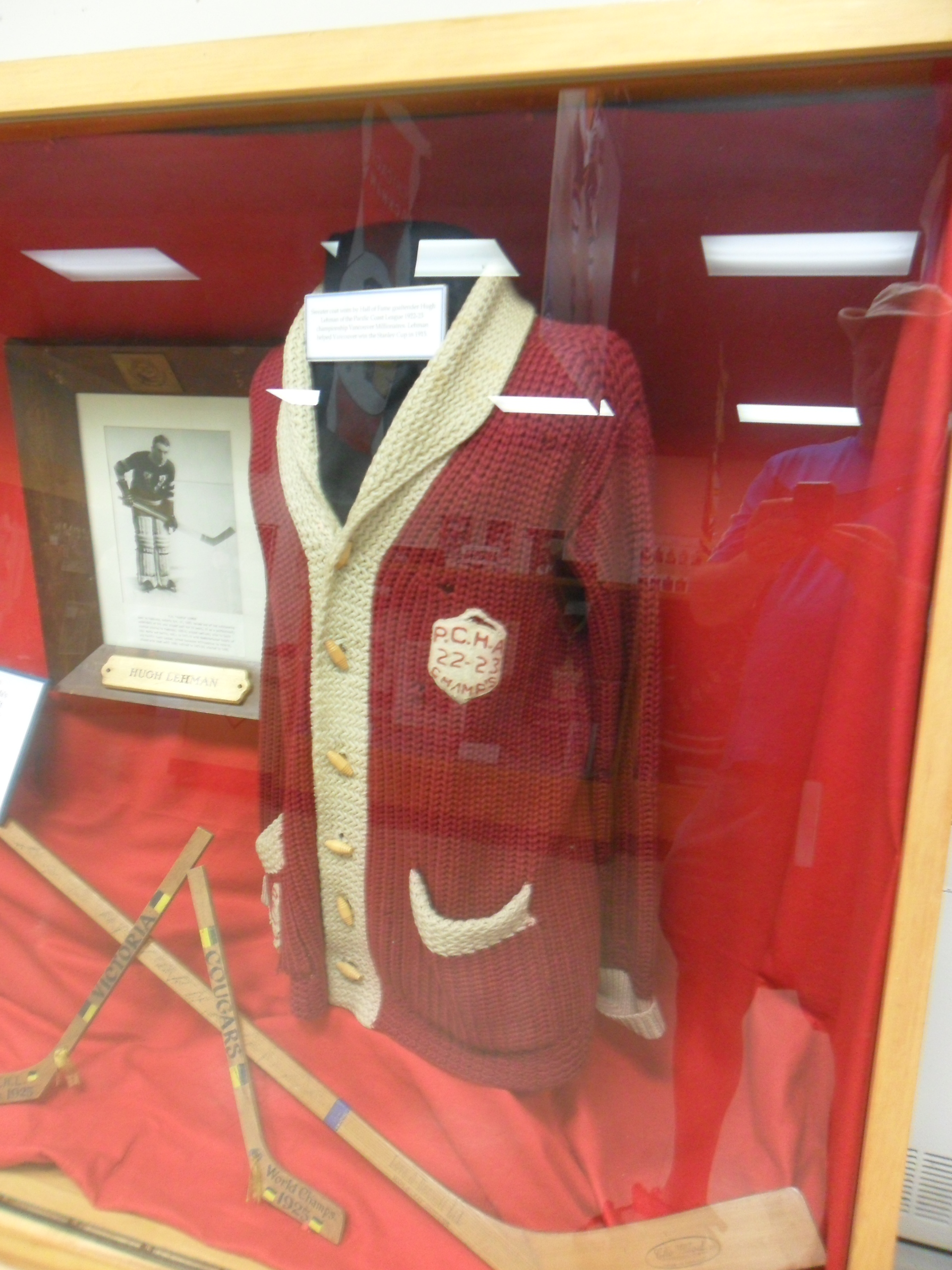
Hughie Lehmans Vancouver Millionaires-tröja säsongen 1923–24 i en monter i International Hockey Hall of Fame i Kingston, Ontario.

Frederick Hugh "Hughie, Old Eagle Eyes" Lehman, född 27 oktober 1885 i Pembroke, Ontario, död 12 april 1961 i Toronto, var en kanadensisk professionell ishockeymålvakt och ishockeytränare.

## Karriär

### 1903–1911
Hughie Lehman inledde ishockeykarriären säsongen 1903–04 i hemstaden Pembroke med Pembroke Lumber Kings i Ottawa Valley Hockey League. Säsongen 1906–07 spelade han för Canadian Soo i International Professional Hockey League innan han var tillbaka för ytterligare en säsong med Pembroke Lumber Kings 1907–08.
Från 1908 till 1911 spelade Lehman för Berlin Dutchmen i Ontario Professional Hockey League. I januari 1910 lånades han ut till Galt Professionals som utmande Ottawa Senators i ett dubbelmöte om Stanley Cup. Senators vann matcherna med siffrorna 12-3 och 3-1. I mars samma år var Lehman tillbaka i Berlin Dutchmen då laget utmanade Montreal Wanderers i en match om Stanley Cup. Wanderers besegrade Berlin Dutchmen med siffrorna 7-3.

### Pacific Coast Hockey Association
Säsongen 1912 flyttade Lehman till New Westminster på den kanadensiska västkusten för att spela med New Westminster Royals i den nystartade ligan Pacific Coast Hockey Association. New Westminster Royals vann ligan under dess första säsong och Lehman stannade ytterligare två säsonger i klubben innan han flyttade till grannstaden Vancouver för att spela med Vancouver Millionaires säsongen 1914–15. Flytten till Millionaires skulle visa sig sportsligt lyckosam för Lehman då klubben vann Stanley Cup 1915 efter att ha pulvriserat Ottawa Senators i finalserien med siffrorna 6-2, 8-3 och 12-3. Laget innehöll sju framtida medlemmar i Hockey Hall of Fame, förutom Lehman själv även Frank Patrick, Cyclone Taylor, Frank Nighbor, Si Griffis, Mickey MacKay och Barney Stanley.
Lehman spelade för Vancouver Millionaires och dess efterföljande inkarnation Vancouver Maroons fram till och med säsongen 1925–26. Han spelade om Stanley Cup med Millionaires och Maroons även 1918, 1921, 1922, 1923 och 1924, men stod på den förlorande sidan i alla mötena.

### NHL
Säsongen 1926–27 flyttade Lehman till USA för att spela i NHL med den nybildade klubben Chicago Black Hawks. Över två säsonger med Black Hawks spelade han 48 grundseriematcher och två slutspelsmatcher. Andra och sista säsongen i klubben, 1927–28, fungerade han även som huvudtränare under 21 matcher samt som mentor åt lagets nya målvakt Charlie Gardiner.
Lehman valdes in i Hockey Hall of Fame 1958.

## Statistik
OVHL = Ottawa Valley Hockey League, OPHL = Ontario Professional Hockey League, WCHL = Western Canada Hockey League, WHL = Western Hockey League

M = Matcher, V = Vinster, F = Förluster, O = Oavgjorda, N = Nollor, GIM = Genomsnitt insläppta mål per match

### Grundserie
| Säsong      | Lag                    | Liga        | M   | V   | F   | O | N  | GIM  |
| ----------- | ---------------------- | ----------- | --- | --- | --- | - | -- | ---- |
| 1903–04     | Pembroke Lumber Kings  | OVHL        | 5   | 1   | 4   | 0 | 0  | —    |
| 1904–05     | Pembroke Lumber Kings  | OVHL        | —   | —   | —   | — | —  | —    |
| 1905–06     | Pembroke Lumber Kings  | OVHL        | 8   | 8   | 0   | 0 | 1  | 1.67 |
| 1906–07     | Canadian Soo           | IPHL        | 24  | 13  | 11  | 0 | 0  | 5.14 |
| 1907–08     | Pembroke Lumber Kings  | OVHL        | 4   | 2   | 2   | 0 | 0  | 5.50 |
| 1908–09     | Berlin Dutchmen        | OPHL        | 15  | 9   | 6   | 0 | 0  | 4.85 |
| 1909–10     | Berlin Dutchmen        | OPHL        | 17  | 11  | 6   | 0 | 3  | 4.53 |
| 1910–11     | Berlin Dutchmen        | OPHL        | 15  | 7   | 8   | 0 | 0  | 5.80 |
| 1912        | New Westminster Royals | PCHA        | 15  | 9   | 6   | 0 | 0  | 5.07 |
| 1912–13     | New Westminster Royals | PCHA        | 12  | 4   | 8   | 0 | 0  | 4.14 |
| 1913–14     | New Westminster Royals | PCHA        | 16  | 7   | 9   | 0 | 0  | 4.87 |
| 1914–15     | Vancouver Millionaires | PCHA        | 17  | 13  | 4   | 0 | 1  | 4.08 |
| 1915–16     | Vancouver Millionaires | PCHA        | 18  | 9   | 9   | 0 | 0  | 3.97 |
| 1916–17     | Vancouver Millionaires | PCHA        | 23  | 14  | 9   | 0 | 0  | 5.30 |
| 1917–18     | Vancouver Millionaires | PCHA        | 18  | 9   | 9   | 0 | 1  | 3.05 |
| 1919        | Vancouver Millionaires | PCHA        | 20  | 12  | 8   | 0 | 0  | 2.58 |
| 1919–20     | Vancouver Millionaires | PCHA        | 22  | 11  | 11  | 0 | 1  | 2.92 |
| 1920–21     | Vancouver Millionaires | PCHA        | 24  | 13  | 11  | 0 | 3  | 3.23 |
| 1921–22     | Vancouver Millionaires | PCHA        | 22  | 12  | 10  | 0 | 4  | 2.82 |
| 1922–23     | Vancouver Maroons      | PCHA        | 25  | 16  | 8   | 1 | 5  | 2.33 |
| 1923–24     | Vancouver Maroons      | PCHA        | 30  | 13  | 16  | 1 | 1  | 2.60 |
| 1924–25     | Vancouver Maroons      | WCHL        | 11  | 7   | 4   | 0 | 0  | 2.62 |
| 1925–26     | Vancouver Maroons      | WHL         | 30  | 10  | 18  | 2 | 3  | 2.94 |
| 1926–27     | Chicago Black Hawks    | NHL         | 44  | 19  | 22  | 3 | 5  | 2.49 |
| 1927–28     | Chicago Black Hawks    | NHL         | 4   | 1   | 2   | 1 | 1  | 4.80 |
| PCHA totalt | PCHA totalt            | PCHA totalt | 262 | 142 | 118 | 2 | 17 | 3.47 |
| NHL totalt  | NHL totalt             | NHL totalt  | 48  | 20  | 24  | 4 | 6  | 2.68 |

### Slutspel
| Säsong             | Lag                    | Liga               | M  | V  | F  | O | N | GIM  |
| ------------------ | ---------------------- | ------------------ | -- | -- | -- | - | - | ---- |
| 1905–06            | Pembroke Lumber Kings  | OVHL               | 1  | 1  | 0  | 0 | 1 | 0.00 |
| 1909–10            | Galt Professionals     | Stanley Cup        | 2  | 0  | 2  | 0 | 0 | 7.50 |
| 1909–10            | Berlin Dutchmen        | Stanley Cup        | 1  | 0  | 1  | 0 | 0 | 7.00 |
| 1914–15            | Vancouver Millionaires | Stanley Cup        | 3  | 3  | 0  | 0 | 0 | 2.67 |
| 1917–18            | Vancouver Millionaires | PCHA               | 2  | 1  | 0  | 1 | 1 | 1.00 |
|                    |                        | Stanley Cup        | 5  | 2  | 3  | 0 | 0 | 3.60 |
| 1919               | Vancouver Millionaires | PCHA               | 2  | 1  | 1  | 0 | 0 | 3.50 |
| 1919–20            | Vancouver Millionaires | PCHA               | 2  | 1  | 1  | 0 | 0 | 3.50 |
| 1920–21            | Vancouver Millionaires | PCHA               | 2  | 2  | 0  | 0 | 1 | 1.00 |
|                    |                        | Stanley Cup        | 5  | 2  | 3  | 0 | 0 | 2.40 |
| 1921–22            | Vancouver Millionaires | PCHA               | 2  | 2  | 0  | 0 | 2 | 0.00 |
|                    |                        | West-P             | 2  | 1  | 1  | 0 | 1 | 1.00 |
|                    |                        | Stanley Cup        | 5  | 2  | 3  | 0 | 1 | 3.15 |
| 1922–23            | Vancouver Maroons      | PCHA               | 2  | 1  | 1  | 0 | 1 | 1.50 |
|                    |                        | Stanley Cup        | 4  | 1  | 3  | 0 | 0 | 2.50 |
| 1923–24            | Vancouver Maroons      | PCHA               | 2  | 1  | 1  | 0 | 0 | 1.34 |
|                    |                        | West-P             | 3  | 1  | 2  | 0 | 0 | 3.33 |
|                    |                        | Stanley Cup        | 2  | 0  | 2  | 0 | 0 | 2.50 |
| 1926–27            | Chicago Black Hawks    | NHL                | 2  | 0  | 1  | 1 | 0 | 5.00 |
| PCHA totalt        | PCHA totalt            | PCHA totalt        | 14 | 9  | 4  | 1 | 5 | 1.69 |
| NHL totalt         | NHL totalt             | NHL totalt         | 2  | 0  | 1  | 1 | 0 | 5.00 |
| Stanley Cup totalt | Stanley Cup totalt     | Stanley Cup totalt | 27 | 10 | 17 | 0 | 1 | 3.36 |

### Tränare
M = Matcher, V = Vinster, F = Förluster, O = Oavgjorda, P = Poäng, Div. = Divisionsresultat
| Lag                 | År      | Grundserie | Grundserie | Grundserie | Grundserie | Grundserie | Grundserie              | Slutspel |
| Lag                 | År      | M          | V          | F          | O          | P          | Div.                    | Resultat |
| ------------------- | ------- | ---------- | ---------- | ---------- | ---------- | ---------- | ----------------------- | -------- |
| Chicago Black Hawks | 1927–28 | 21         | 3          | 17         | 1          | 7          | 5:a i American Division | –        |
| Totalt              | Totalt  | 21         | 3          | 17         | 1          | 7          |                         |          |